# Marcel Dettmann
Marcel Dettmann (n. 26 de octubre de 1977) es un DJ y productor alemán, considerado como «una de las figuras más influyentes del techno contemporáneo» según Resident Advisor. Dettmann es residente de la conocida discoteca berlinesa Berghain. También trabajó como empleado de la legendaria tienda de discos Hard Wax, entre 2002 y 2012.
Además de ser un productor altamente prolífico, Dettmann realiza giras por clubes y festivales de música por Europa y todo el mundo. Es propietario de dos sellos discográficos: Marcel Dettmann Records (MDR) y BAD MANNERS.

## Discografía
Álbumes
- 2010: Dettmann (Ostgut Ton)
- 2013: Dettmann II (Ostgut Ton)
- 2014: Fabric 77 (Fabric)

Singles
- 2006: MDR 01 (Marcel Dettmann Records)
- 2006: Marcel Dettmann / Ben Klock - Dawning / Dead Man Watches The Clock (Ostgut Ton)
- 2006: Quicksand / Getaway (Ostgut Ton)
- 2006: MDR 02(3 Versions) (Marcel Dettmann Records)
- 2007: Marcel Dettmann | Ben Klock - Scenario (Ostgut Ton)
- 2008: Pigon / Marcel Dettmann - Kamm / Plain (Beatstreet)
- 2008: MDR 04 (Marcel Dettmann Records)
- 2009: MDR 06 (Marcel Dettmann Records)
- 2009: Marcel Dettmann / Tama Sumo & Prosumer - Phantasma Vol. 3 (12") (Diamonds & Pearls Music)
- 2010: Dettmann Remixed (Ostgut Ton)
- 2011: Deluge / Duel (50Weapons)
- 2011: Translation EP (Ostgut Ton)
- 2011: Kontra-Mokira-Mixes (12") (Kontra-Musik)
- 2012: Landscape (Music Man Records)
- 2012: Range EP (Ostgut Ton)
- 2013: Marcel Dettmann / Lucy - Untitled (Bleep)
- 2013: Corebox (James Ruskin Mixes) (Marcel Dettmann Records)
- 2013: Linux / Ellipse (50Weapons)
- 2013: Marcel Dettmann / Ben Klock - Dawning/Dawning (Revisited) (Ostgut Ton)
- 2014: Planetary Assault Systems Remixes (Marcel Dettmann Records)
- 2014: Marcel Dettmann / Frank Wiedemann - Masse Remixes II (Ostgut Ton)
- 2014: Marcel Dettmann featuring Emika - Seduction (Ostgut Ton)

Remixes
- 2007: Ellen Allien - Go (Dettmann Remix) (Bpitch Control)
- 2008: Kevin Gorman - SevenAightNine (Dettmann Remix) (Mikrowave)
- 2008: Len Faki - My Black Sheep (Dettmann Remix) (Figure)
- 2008: Scuba - From Within (Marcel Dettmann Remix) (Hotflush)
- 2008: Modeselektor - Black Block (Dettmann Remix) (Bpitch Control)
- 2010: Junior Boys - Work (Dettmann Remix) (Ostgut Ton)
- 2010: Glimpse - Enjoyable Employable (Crosstown Rebels)
- 2011: Fever Ray - Seven (Dettmann Remix) (Rabid Records)
- 2013: Moderat - Bad Kingdom (Dettmann Remix) (50 Weapons)
- 2014: Darksky - Rainkist (Dettmann Remix) (Monkey Town Records)